# Bonnington
Bonnington is een civil parish in het bestuurlijke gebied Ashford, in het Engelse graafschap Kent.